# Harald Kühn (Politiker)
Harald Kühn (* 9. Oktober 1963 in Murnau am Staffelsee) ist ein deutscher Politiker (CSU). Seit 2013 gehört er dem Bayerischen Landtag an, nachdem er zuvor seit 2002 Landrat des Landkreises Garmisch-Partenkirchen war.

## Leben
Kühn absolvierte nach dem Abitur eine Ausbildung zum Bankkaufmann. Nach dem Wehrdienst studierte er politische Wissenschaften und schloss mit Diplom ab. Von 1990 bis 1996 arbeitete er als Referent in der Bayerischen Staatskanzlei.
Bei der Bürgermeisterwahl 1996 wurde er zum 1. Bürgermeister des Marktes Murnau gewählt. Dieses Amt bekleidete er bis 2002, als er zum Landrat des Landkreises Garmisch-Partenkirchen gewählt wurde. Des Weiteren war er von 1994 bis 2013 Mitglied des Bezirkstags von Oberbayern.
Nach dem Verzicht von Renate Dodell auf eine erneute Kandidatur für den Landtag wurde Kühn zu deren Nachfolger als Direktkandidat im Stimmkreis Weilheim-Schongau bei der Landtagswahl 2013 gewählt. In diesem Stimmkreis wurde er auch bei den Landtagswahlen 2018 und 2023 wiedergewählt. Dort ist Kühn Mitglied des Ausschusses für Staatshaushalt und Finanzfragen. Zudem gehört er dem Hochschulbeirat der Hochschule für Politik München sowie dem Landesgesundheitsrat an.
Ehrenamtlich ist er als Vorstandsmitglied der Ödön-von-Horváth-Gesellschaft, Beiratsmitglied des Garmisch-Partenkirchener Kinder-, Jugend- und Erwachsenenhilfevereins, im Stiftungsrat der Buchheim-Stiftung sowie in der Mitgliederversammlung der Europäischen Akademie Bayern tätig. 2025 wurde ihm der Bayerische Verdienstorden verliehen.